# Nectamia
Nectamia és un gènere de peixos pertanyent a la família dels apogònids.

## Taxonomia
- Nectamia annularis (Rüppell, 1829)[1]
- Nectamia bandanensis (Bleeker, 1854)[2]
- Nectamia fusca (Quoy & Gaimard, 1825)[3]
- Nectamia ignitops (Fraser, 2008)[4]
- Nectamia luxuria (Fraser, 2008)[4]
- Nectamia savayensis (Günther, 1872)[5]
- Nectamia similis (Fraser, 2008)[6]
- Nectamia viria (Fraser, 2008)[6][7][8][9][10][11]